# Lychnis ischnopetala
Lychnis ischnopetala (F.N. Williams) Majumdar – gatunek rośliny z rodziny goździkowatych (Caryophyllaceae Juss.). Występuje naturalnie w strefie umiarkowanej i alpejskiej, we wschodniej części Himalajów – w indyjskim stanie Sikkim oraz w chińskim regionie autonomicznym, Tybecie. 

## Morfologia
PokrójBylina o wyprostowanej łodydze, rozgałęzionej powyżej. Pędy są owłosione z krótkimi pokręconymi włoskami. Korzenie są długie i smukłe.
LiścieSą twarde, z jednym nerwem. Liście odziomkowe mają lancetowaty kształt, blaszka liściowa jest o ostrym wierzchołku, nasada liścia zbiega po ogonku. Liście łodygowe są siedzące i mają równowąski lub równowąsko lancetowaty kształt.
KwiatySą zebrane w wierzchotki, rozwijają się na szczytach pędów. Kielich ma rurkowaty kształt, jest gęsto pokryty krótkimi, kręconymi i łamliwymi włoskami, ząbki mają trójkątny kształt, ze spiczastym wierzchołkiem, są orzęsione, błoniaste na brzegach. Płatki mają klinowo odwrotnie jajowaty kształt, brzegi są nieregularnie postrzępione, orzęsione u podstawy.
OwoceSiedzące torebki z pięcioma komorami. Nasiona mają okrągło nerkowaty kształt, rurkowate na grzbietowej powierzchni, mają czarniawoniebieską barwę.

## Biologia i ekologia
Kwitnie od maja do lipca.